# Q (журнал)
Q — британський музичний журнал-щомісячник з тиражем 130 179 (на червень 2007 року), заснований 1986 року Марком Елленом (англ. Mark Ellen) і Девідом Хепуортом (англ. David Hepworth). На противагу популярній музичній пресі (NME, Melody Maker) журнал був адресований насамперед меломанам середнього та старшого віку і зроблений був по зразком раннього Rolling Stone. Перший час журнал мав підзаголовок: «The modern guide to music and more» і називався Cue (від «cueing a record» — «готуючи пластинку до запуску»), але незабаром заголовок був змінений (щоб уникнути плутанини: так само називався журнал про снукер).
В останні роки Q придбав популярність своїми списками («The 100 Greatest albums», «100 Greatest '100 Greatest' Lists»), найпопулярнішим з яких виявився «50 bands to see before you die».
Головною особливістю журналу Q протягом багатьох років залишається обширний відділ альбомних рецензій, який використовує п'ятизіркову систему оцінки.